# Costa-Gavras
Costa-Gavras, született Konstantin Gavras (Iraia, 1933. február 12. –) Oscar- és César-díjas görög származású francia filmrendező, producer, forgatókönyvíró.

## Élete
Costa-Gavras 1933. február 12-én született Panajotisz és Panajota Gavrasz gyermekeként. Iskoláit Athénban végezte. 1954–1958 között a párizsi filmművészeti főiskolán tanult. 1956-ban kapta meg a francia állampolgárságot.

### Karrierje
1952-ben Párizsba költözött. 1959–1965 között Henri Verneuil, Marcel Pohuls, Yves Allegret, Jacques Demy, René Clair és René Clément asszisztense volt. 1965-ben óriási sikert aratott első filmje, A tökéletes bűntény, Yves Montand, Simone Signoret és Jean-Louis Trintignant főszereplésével. A politikai thriller műfajteremtőjének tartják, egyes alkotásai erősen megosztották a közvéleményt. A politika állt a rendező külföldi ismertségét meghozó alkotás, a Z, avagy egy politikai gyilkosság anatómiája (1969) középpontjában is; amelyben a görögországi katonai diktatúra ellen irányuló Vaszilikosz-regényt filmesítette meg. Az Ostromállapot (1973) és az Eltűntnek nyilvánítva (1982) című alkotások alapjait a CIA latin-amerikai tevékenysége szolgáltatta. Mivel különös érzékenységgel mutatta be a különböző diktatúrák módszereit, szükségszerűen jutott el a „prágai Rajk-per”-ként is ismert, Artur London perének filmre viteléhez. Artur London Csehszlovákia külügyminiszter-helyettese volt a második világháború után, 1949-ben tartóztatták le koholt vádak alapján és koncepciós perben életfogytiglani börtönre ítélték. Az ő története elevenedett meg a Vallomás (1970) című filmben. A Section spéciale és a Zenélő doboz (1989) a zsidó deportálás témáját boncolgatja. 2002-ben mutatták be a szintén botrányt kavaró Áment. Az irodalmi alapanyagból – Rolf Hochhuth A helytartó című színművéből – készült filmjében a katolikus egyház felelősségét feszegeti a holokauszt idején.

## Filmjei
- Az Éden nyugatra van (2009) (rendező, forgatókönyvíró, producer)
- Az ezredes (2006) (forgatókönyvíró)
- Le Couperet (2005) (rendező, forgatókönyvíró)
- Ámen (2002) (rendező, forgatókönyvíró)
- Szemtanú (2001)
- Őrült város (1997) (rendező)
- A kis apokalipszis (1993)
- Music Box (1989) (rendező)
- Elárulva (Becsapva) (1988) (rendező)
- Családi értekezlet (1986) (rendező, forgatókönyvíró)
- Hanna K. (1983) (rendező)
- Eltűntnek nyilvánítva (1982) (rendező, forgatókönyvíró)
- Női fény (1979) (rendező, forgatókönyvíró)
- Előttem az élet (1977) (színész)
- Section spéciale (1975)
- Ostromállapot (1973) (rendező, forgatókönyvíró)
- Vallomás (1970) (rendező)
- Z, avagy egy politikai gyilkosság anatómiája (1969) (rendező, forgatókönyvíró)
- Egy emberrel több (1967)
- A tökéletes bűntény (1965) (rendező, forgatókönyvíró)

## Díjai
- A moszkvai fesztivál díja (1966)
- Oscar-díj – legjobb idegen nyelvű film (1969)
- cannes-i fesztivál – zsűri díja (1969)
- Louis Delluc-díj (1972)
- cannes-i fesztivál – legjobb rendezés díja (1975)
- cannes-i fesztivál – Arany Pálma (1982)
- BAFTA-díj (1983)
- Berlini Nemzetközi Filmfesztivál – Arany Medve (1990)
- César-díj – legjobb forgatókönyv (2003)
- Tiszteletbeli díj – Európai Filmdíj (2018)